# 폴자츠
폴자츠(Polsat)는 폴란드에서 두번째로 큰 텔레비전 방송국이다. 1992년 12월 5일 오후 4시 30분에 방송을 시작하였다.

## 역사
폴자츠는 1992년 12월 1일에 시험방송을 하였고, 4일 후인 12월 5일에 본방송을 시작하였는데, 네덜란드 힐베르쉼 스튜디오에서 유텔샛 II F 3, 궤도 16°E로 위성 방송을 하였다. 당시 폴란드 방송법 문제 때문에 네덜란드에서 방송 하였다.
1993년 10월 5일 폴란드의 방송 국가위원회(Krajowa Rada Radiofonii i Telewizji)에서 방송 면허를 발급 받았고, 1994년 1월 29일에 전국 상업 TV에 대한 방송 면허를 발급받아, 지상파 방송을 시작, TVP 지상파 방송 독점체제를 무너뜨렸다.
처음에는 하루에 8시간 오후 및 밤 시간대에만 방송을 하였으나, 1994년 10월 1일에 16시간으로 확장하였고, 이후 1999년 9월 6일에는 하루 23시간 (6:00~5:00) 방송을 하게 되었다.
2009년 9월 1일에는 HD 방송을 시작하였다. 2013년 7월 23일에는 지상파 아날로그 송신을 종료하였다.

## Cyfrowy Polsat
Cyfrowy Polsat는 폴란드의 디지털 텔레비전 서비스 중 하나로, 1991년 12월 5일에 설립되었다. 현재 2011년 기준 3,470,000의 가입자를 보유하고 있다.

## 프로그램 목록
- 비다르제니아(Wydarzenia) : 뉴스 프로그램 (2004년~현재)
- Sport : 스포츠 뉴스 (1993년~현재)
- 피에르브샤 미워시치(Pierwsza miłość) : 드라마 (2004년~현재)
- 프렌즈(Przyjaciółki) : 드라마 (2012년~현재)